# ハルク (マーベル・コミック)
ハルク（英: The Hulk）、または超人ハルク（ちょうじんハルク、英: The Incredible Hulk）は、マーベル・コミック刊行のアメリカン・コミック（アメコミ）に登場する架空のスーパーヒーロー。ハルクのキャラクターは、スタン・リーとジャック・カービーにより生み出され、1962年5月のマーベル・コミック『The Incredible Hulk vol. 1, #1』で初登場した。
漫画のキャラクターとしては初めて蝋人形館マダム・タッソー館への展示を果たし、プロレスラーハルク・ホーガンのリングネームの由来になるなど、彼はマーベル・コミックのもっとも知られたスーパーヒーローの一人となっている。
“Hulk” は英語で「廃船の残骸」や「非常に大きな物、人」を意味する。

## 概要
天才的な物理学者であるロバート・ブルース・バナーは、新型爆弾ガンマ・ボムの実験中に実験場に迷い込んできた少年を助け、大量のガンマ線を浴びてしまう。
致死量のガンマ線を浴びたはずが生還したバナー。しかし、バナーの体にある変化が起きていた。怒りや憎しみなど、負の感情の高ぶりによって、緑色の肌と人間離れした怪力を持つ巨人「ハルク」に変身する体質となってしまっていたのだ。何もしなければおとなしいバナーは、少しでも危害を加えられると怒りに身を任せてハルクとして暴れまわり、圧倒的なパワーでありとあらゆる物を破壊してしまう。
その圧倒的な破壊力を危険視した軍上層部は、ハルク/バナーを亡き者とする事を決定する。
国家権力から命を狙われることになったバナーは、元の体に戻る方法を模索するため、なにより生きるために逃亡生活を送ることになる。
ロキの陰謀を止めようとハルクに変身し、暴走していたところを他のヒーローたちに諌められたのがアベンジャーズ結成のきっかけとなった。そのためアベンジャーズの創立メンバーとしても知られ、2012年の映画版にもヒーローの一人として参加しているが、原作ではチーム結成の次の号で自らの能力とそれからくる他メンバーの不信感からチームを脱退している。
1962年に『The Incredible Hulk #1』で初登場を果たす。当初は肌が灰色だったが、「印刷写りが悪い」との理由から次号から緑に変更。しかし、人気が芳しく無く1963年発行の6号で休刊。翌年のアベンジャーズ結成・脱退後、散発的に発刊しながら人気が徐々に回復。1967年に復刊を果たす。1977年放映のドラマ版は、第5シリーズまで続くヒット作となった。現在に至るまで、グリーン、グレー、ブルー、イエロー（アースTRN843）、レッド、ポルカドット（水玉、アース93342）などのカラーリングが登場している。
ブルース・バナーやシーハルクやアマデウス・チョウ（英語版）、ベティー・ロス（レッドシーハルク、ハーピー、エージェントS-3）やサディアス・ロス（レッドハルク）やロバート・マーヴェリック（レッドハルク）以外にも「ハルク」になったキャラクターはモブキャラクターを含めて非常に多数存在し、スパイダーマンやマイティ・ソーやデッドプール（ハルクプール）やキャプテン・アメリカ（バッキー・バーンズがなった歴史）やウルヴァリンなど他のヒーローが一時的にハルク化したり、別世界線ではアイアンマンがアイアンハルクになったり（シーハルクの別名の一つとは別）、サンドマン化したハルク（アース71612）などの事例もある。アース13159の世界線のエリザベス・ロス（アース616のベティー・ロスに該当）、アース70105の世界線のピーター・パーカー（アース616にも存在するスパイダー・ハルクやアース19919のスパイダーマンやリザードの能力を持つブルースとは別）、アース71612のジャネット・ヴァン・ダイン、グリーン・ハム（スパイダーハムがマルチバースを彷徨う際に目撃、アース7840のインクレディブル・ホグとは別）、複数の類人猿（ブルース・バナナー/Huhr、アース8101やアースTRN257）やウサギ（ハルク・バニー、ハルク・ヘアー）たちがハルク化した世界なども存在する。
アース616でも、マイティ・ソーを崇拝していたバイキングの Bodolf は、ガンマ線を浴びていないがハルクと似た原理でバーサーカー化していたとされる。トロールの部族のリーダーである Greenskyn Smashtroll はアース616に由来する世界の住人だが人間出身ではないハルクの一人である。アース928のジョン・アイゼンハートの様に、ブルース・バナーではない別人がハルクになった世界線もある。
シェンムー（英語版）やマエストロ（英語版）、インファーナル・ハルク（アース11638、ブルースがドクター・ストレンジの立場に就任し魔術でハルクを強制分離させ、そのハルクが地獄でヴィランになった姿）、ポイズンハルク、サイボーグやロボットのハルクたちなど、ハルク化したりハルクの影響を受けているヴィランも少なくない。

## 能力
マーベルヒーローでも屈指の筋力(限界がほとんどないとされたり次元や物理法則を突破することもある)を持つ。暴走してしまった場合、ヒーロー1人ではほとんどの場合止めることは不可能で、1チーム単位でかからなければ多くの場合太刀打ちできない。その後バナーは、ハルクへの変身後の暴走を克服し、理性によってそのパワーをある程度制御できるようになっている。筋力や持久力、肺活量など全ての物理的な身体能力が想像を絶するほど強大なものであるが、媒体によってパワーの限度が異なる。怒れば怒るほどそのパワーは強力になる。強大な筋力は敏捷性も与え、至近距離から発射されたミサイルや銃弾や迫撃砲などを掴んだり避けたり、クイックシルバーやシルバーサーファーとの戦闘を可能にしている。一度のジャンプで約1000マイル/1610キロメートルを跳び（コミックスではほとんど飛行をしている様な描写が見られ、飛行能力を持たないことを補っている）、泳ぐ速度は80ノット/時速150キロメートルに達している。
純粋な身体能力だけでなく、多少の怪我をものともしない耐久力と回復力を持ち、「サンダークラップ」と呼ばれる両手によって衝撃波を発生させる攻撃も有名である他、口から強く息を吐いて攻撃したり、ガンマ線を衝撃波の様に直接放射したり（コミックスだけでなく、VS.シリーズ等のゲーム作品では頻繁に見られる）、コミックスや2008年の映画作品の様に敵や対象物に対して意図的にガンマ線エネルギーを供給して敵や機械を爆破している。しかし、コントロールを失ってガンマ線の濃度が膨張すると、人体や鋼鉄が溶けたりなど町一つが壊滅しかける被害が発生した。ギャラクシー・マスター（Galaxy Master）との闘いでは、敵が発射したガンマ線エネルギーの光線攻撃を両腕で跳ね返し、今度は自ら発射している。
シーハルクやアマデウス・チョウ（英語版）は口からガンマ線エネルギーによるビームの様な攻撃または現象を発射する場合がある。さらにシーハルクの場合は、天界人の一柱エソンの宇宙エネルギーを浴びた後に、触れるだけで対象に重度の火傷を負わせたりよだれも強酸性になっているほどガンマ線エネルギーが強力になっており、ブラック・パンサーの協力によってワカンダ製のスーツでコントロールして以降はブルースよりも積極的に衝撃波や口からのエネルギー波を使っている。
シーハルクによる火傷を引き起こす接触や強酸性のよだれという現象は、（ハルクやシーハルク同様にガンマ線エネルギーの衝撃波を使える）レッドハルクやレッドシーハルクでも見られている。
ハルクの宿敵リーダーも、同じ原理の技が使える。
ガンマ線エネルギーを吸収することも可能であり、敵からエネルギーを奪ったりする他、複数の核爆弾の爆発のエネルギーを吸収してフィン・ファン・フーム（英語版）を凌駕するほど巨大化したこともある。自らに向けられたガンマ線を反射することも可能である。
その他、不死身であったり、老化の速度が遅くなっており、地球上のありとあらゆる病気やウイルスへの免疫も獲得している。
肉体が破壊されても、自身から分離された部分や臓器を意のままに操った場面もある。
他にも、テレパシーを含む精神干渉や精神攻撃に耐性を示す場面は何度も見られ、自身や対象の位置を察知・把握したり、水中や宇宙空間で呼吸や戦闘をしたり、幽霊（アストラル体）を見るなどの特殊能力も確認されている。ハルク自身が黒魔術の力を得ているとされる描写もある。
なお、ハルクや類似キャラクターの質量がどこから来ているのか、については「インモータル・ハルク」シリーズ（英語版）にて、ブルース自身がガンマ線を生み出し質量に還元しているだけでなく、現実世界の最下層でもあり地獄の基盤でもある世界から来ている（20話）、別世界から来ている（33話）、宇宙線を利用している（45話）、という可能性が示唆されている。

## 書誌情報

### 日本語邦訳版
光文社版
1979年に光文社から全3巻が発売。監修・訳は小野耕世が担当。初版と第2版が存在する。
- ハルク：グレイ

2017年10月18日発売。ISBN 9784796876940

### 原語版コミック
The Incredible Hulk vol. 1
発売日 - 1962年5月 - 1963年3月
The Incredible Hulk Vol. 2
発売日 - 1968年4月 - 1999年3月
The Incredible Hulk vol. 3
発売日 - 2000年3月 - 2007年12月
Hulk vol. 2
発売日 - 2008年3月 - 2012年10月
Hulk vol. 2 cont.
発売日 - 2009年9月 - 2010年10月
Incredible Hulks
発売日 - 2010年11月 - 2011年10月
The Incredible Hulk Vol. 4
発売日 - 2011年12月 - 2012年12月
Indestructible Hulk
発売日 - 2013年1月 - 2014年5月
Hulk vol. 3
発売日 - 2014年6月 - 2015年7月
Totally Awesome Hulk
発売日 - 2016年2月 - 2017年11月
Hulk vol. 4
発売日 - 2017年2月 - 12月
Hulk vol. 2 cont. #2
発売日 - 2017年12月 - 2018年7月
The Immortal Hulk
発売日 - 2018年8月 - 2021年12月
Hulk vol. 5
発売日 - 2022年1月 - 発売中

### 翻案
ハルク
ストーリー：小野耕世、小池一雄、作画：西郷虹星、森藤よしひろ、掲載誌：週刊ぼくらマガジン、連載期間：1970年48号 - 1971年23号
池上遼一が別冊（月刊）少年マガジンで連載したスパイダーマンに続いて、講談社がマーベルの正式な許諾を受けて連載した翻案作品。作画は西郷虹星でスタートし、第二部は森藤よしひろに交代した。ストーリーは小野耕世でスタートしたが、原典に近い序盤のエピソードを終えたところで、平井和正が原作を担当した池上版スパイダーマンと同じように、西郷がヤングコミックで連載した『ノスパイフ戦線』の原作者だった小池一雄（小池一夫）に交代し、以降はオリジナル展開で独自色が増した。「二面性を持つ怪物的ヒーロー」というコンセプトは、後の小池オリジナル作品『実験人形ダミー・オスカー』にも影響を与えたが、何度も再版されている池上版スパイダーマンとは異なり、一度も単行本化されていない。

## 登場人物

### バナーの友人・家族
ベティー (Betty)
本名：エリザベス（ベティ）・ロス・タルボット (Elizabeth "Betty" Ross Talbot)
バナーの元同僚で、ロス将軍の娘。後にバナーと結婚したが、バナーから発せられるガンマ線に被爆し死亡。
その後に改造され、赤い肌のレッドシーハルクとして甦る。現在はDr.ストレンジ率いるチームでヒーローとして活動している。
サンダーボルト・ロス将軍 (General "Thunderbolt" Ross )
本名：タディウス・E・（サンダーボルト）ロス (Thaddeus E. "Thunderbolt" Ross)。
ハルクを追っていた軍を指揮していた将軍。故人。バナーに対しては私怨は無く、任務の為にバナーを追い続けていた。後に、娘のベティーがバナーと結婚したために、義理の父となったが、当初はその結婚に反対していた。しかし、死の間際に戦うバナーの姿を見て彼を認め、息を引き取った。
後にハルクと同等の怪力に怒りが高まると熱波を発するようになる、赤い肌のレッドハルクとなり甦った。ハルクよりは変身後の理性を残しており、アベンジャーズの一員として活動している。
シーハルク (She-Hulk)
本名：ジェニファー・スー・ウェルターズ (Jennifer Sue Walters)
バナーの従妹の弁護士。弁護を担当していた事件の関係で命を狙われ大怪我を負ったが、その際にバナーから輸血を受けたことで、ハルクのような緑の肌と怪力を持ったシーハルクに変身できる体質となった。ハルクと違い、最初から理性を失わずにハルク化できる。後にジョン・ジェイムソン（『スパイダーマン』に登場するJJJの息子）と結婚した。
ドク・サムソン (Doc Samson)
本名:レナード・サムソン
ガンマ線を浴びた事によって緑色の髪と怪力を有する超人となったヒーロー。
リック・ジョーンズ (Rick Jones)
ガンマ爆弾の実験場に迷い込み、バナーに助けられた少年。バナーがハルク化する原因を作った少年でもあるが、それ以降は命の恩人であるハルクやキャプテン・アメリカ等ヒーローに協力していった。
またアベンジャーズの結成にも関わっており、ロキの策略に嵌ったハルクを助けようとファンタスティック・フォーに向けた無線がロキに妨害され、これを受けて集ったヒーロー達がアベンジャーズの最初のメンバーである。
2008年にスタートしたハルク誌にてアボミネーションに似た青い体のA-ボムに変身できるよう、何者かに改造された。ハルク級の怪力と透明化能力を持ち、レッドハルクと戦った。変身後はやや知能は劣ってしまうようだが、理性は失っておらず変身後もハルクを友人と呼び手助けした。

### ヴィラン
アボミネーション (Abomination)
本名：エミル・ブロンスキー (Emil Blonsky)
核ミサイルを廃棄しようとニューメキシコ空軍基地に潜入した旧ソ連のスパイが、誤ってガンマ線を大量に浴び、凶悪な怪物になってしまった。ブルース・バナーへの憎悪が強い。ハルクと違い、人格・知能はブロンスキーのものだが二度と人間の姿には戻れない。
- 『インクレディブル・ハルク』では、メインヴィランとして登場する。舞台が現代である事から元KGBエージェントの傭兵という設定に変更されている。

リーダー(Leader)
本名：サミュエル・スターンズ (Samuel Sterns)
元落ちこぼれのバナーの同級生。バナーと同じように大量のガンマ線を浴びたことで、肌が緑化し脳が肥大化した。超人的な知能とマインドコントロール能力を持っており、力ではなく知略を駆使して悪事を行う。
- 『インクレディブル・ハルク』には、サミュエル・スターンズとして登場。リーダーのオマージュとして、アボミネーションに殴られた頭部の傷口に壊れた機材から滴ったブルースの培養血液が入り混んだ結果、彼の頭部が緑に変色しながら膨らんでいくシーンがある。

マエストロ (Maestro)
本名：ロバート・ブルース・バナー
野蛮でずる賢い未来世界のハルク。その時代の倒した相手のマスクや武器を誇らしげに体に身に着けている。その中には、ソーやギャラクタスの物まで有る。
アブソービングマン（Absorbing Man）
本名：カール・クリール（Carl Creel）
手で触れた物質の特性を吸収して、自分の肉体を変換する能力をもつ犯罪者。
- 『ハルク』では、バナーの父がこれと同じような能力を持つヴィランとして登場する。
- 『エージェント・オブ・シールド』では、ブライアン・パトリック・ウェイドが演じる。

## MCU版
マーベル・シネマティック・ユニバース（MCU）では、『インクレディブル・ハルク』のみエドワード・ノートン、『アベンジャーズ』以降はマーク・ラファロが演じる。ハルクの声はルー・フェリグノが担当している。日本語吹替の声優も演じた俳優によって異なっており、ノートンが演じた『インクレディブル・ハルク』では水嶋ヒロがブルース、乃村健次がハルクをそれぞれ担当していたが、ラファロに交代後の『アベンジャーズ』以降はブルースとハルクの両方を宮内敦士が担当している。
本シリーズでブルースがハルクに変身する体質となった理由は、第2次世界大戦期に“スーパーソルジャー計画”で用いられた“超人血清”の再現実験に失敗したためとなっている。
本項は、“アース616”（正史の宇宙）におけるブルース/ハルクを主軸として表記する。

### キャラクター像
ブルースとハルクは別人格であり、普段はブルースの姿と人格だが、怒りなどの負の感情で心拍数が1分間に200回を超えるとハルクへと変身する。ブルース/ハルクの血液にはガンマ線などの放射性物質が多量に含まれており、他の生物に極めて有害である。
『インクレディブル・ハルク』ではアメリカ陸軍に追われる身として、以降の作品では他のヒーローたちと共闘する役割で登場する。
ブルース・バナー（Bruce Banner）
7つの博士号を持つ白人系の天才生物学者。反電子衝突を研究していた経歴も持つ。かつて生化学と電波物理学の教授として籍を置いていた“カルバー大学”で、アメリカ陸軍から放射線への耐性を測るという名目で依頼された実験を、当時の公私共に良きパートナーであるベティ・ロスと共に行い、自ら被験者として“超人血清”を投与し大量のガンマ線を浴びたが、緑色の大男であるハルクへと変身する体質となってしまった。
控えめな物腰で、親しい人物からの真剣な頼み事を断れないなど押しに弱い部分もあり、実験の失敗以降に自らの意思と関係なくハルクに変身して暴れてしまうことを恐れている神経質な一面を持つが、自身の体質の治療法探しだけでなく、心拍数を上げないための呼吸法と護身術に加え、隠遁先の町や人々に馴染むため現地の公用語まで習得しようとする努力家としての一面を持ち、自分の中のハルクを危惧しているとはいえ、いざとなれば悶着などのトラブルに対しても立ち向かい、身体一つでブラジルからメキシコを経由し、アメリカまで数週間かけて縦断するなど、決して消極的ではないアクティブな男でもある。
エミル・ブロンスキー/アボミネーションとの戦いの後に、変身を制御できるようになり、“アベンジャーズ”に加入すると、トニー・スターク/アイアンマンをはじめとする僚友たちを得て、チームの頭脳としてその知識を活用するが、それでもハルクの力に対する苦悩を払拭しきれない様子を見せる。
ハルク（Hulk）
ブルースが変身する緑色の大男。カルバー大学構内での戦闘を目撃した男子学生により“廃船（ハルク）”の呼び名となった。身長は2.5mで、筋骨隆々としたその体躯は、腕の筋肉が平均的な男性のウエストよりも大きく、銃撃にも傷付かない肌と骨折すらしないほど分厚く強靭な骨を誇る。
基本的にブルースとしての理性はなく、単語のみの簡易的な発声しかしないことに加えて、怒りの感情のままに敵味方関係なく暴れて周囲を破壊しつくすため、知性は非常に乏しいように感じ取れるが、後述の戦法をとることや、他者からの話しかけと指示を理解することはでき、ブルースが心底大切にしている者には、身体を張ってでも守ろうとする意志を持って行動することと、アベンジャーズのように仲間と認知した者に対しては共同戦線を張ることもある。
また、ウルトロンとの戦いの直後に辿り着いた惑星“サカール”での2年における生活で知能が上がっており、他者との真っ当な意思疎通が可能なくらいの簡単な会話ができ、喜怒哀楽までも明確に表せるようになった。そのため、後述の幼さを感じる素ぶりを見せ、“バトルロイヤル”で自分の身体のサイズに合わせた武具を装備したり、平時に自主トレに出かけ、自室で入浴するなど人間らしさまでを醸し出すようになった。
2023年時点のブルースは、5年前にハルクとしてもブルースとしてもサノスに敵わなかった経験から、18ヶ月もの間“ガンマ・ラボ”で自身の頭脳とハルクの筋力を融合させ、その結果、両者の中間のような肉体とブルースの基本人格を保った状態である通称“スマート・ハルク”となった。ブルースは、ハルクのパワーも完全に自分の意志で駆使できるようになれたのが嬉しいためか、街の子どもたちから求められた写真撮影に快く応じたり、食そうとしたタコスを吹き飛ばされたスコット・ラング/アントマンに自分のタコスを分け与えるなど、アベンジャーズの僚友たち以外の人々に対する外向性が高くなっており、顔付きと性格も明朗さを感じ取れるものに変わっている。一方で、2012年時のハルクの戦いぶりに触発されて自身も暴れたくなったり、ナターシャ・ロマノフ/ブラック・ウィドウの最期を知って皆が悲しみに沈んだ時にはベンチをもぎりとって遠投するなど、ハルクの人格の影響も受けていることを示唆する描写もある。
その後姪のジェニファー・ウォルターズとのドライブでハルクを制御できなくなったため人間の姿を維持するための装置を左腕に装着したと語っている。ジェニファーと共に事故に巻き込まれ装置は故障するがジェニファーがシー・ハルクに変身した原因を調査する過程で発見した彼女のガンマ線を合成できる性質を用いることでスナップで負傷した右腕は完治、再びブルースとハルクの融合を果たす。

### 『ホワット・イフ...?』版
ブルース・バナー / ハルク（アース51825）
“アース51825”におけるブルース/ハルク。アベンジャーズ候補の一人だが、逃亡中の身である。
ブルース・バナー / ハルク（アース89521）
“アース89521”におけるブルース/ハルク。
ブルース・バナー / ハルク（アース29929）
“アース29929”におけるブルース/ハルク。正史のブルースと同様にアベンジャーズの一員である。

### 能力
ブルース・バナー
投棄されていた廃材で自らの体質治療のための実験装置を組み立てるほか、“マインド・ストーン”を内包した“セプター”の研究、トニーとの共同作業でウルトロンやヴィジョンの製造まで、7つの博士号をフルに活かして、天才的頭脳の一端を披露する。ハルクへ変身せずに戦闘に加わることは滅多にないが、暴漢を一時的にあしらえるほどの前述の護身術の腕前も有し、サノスの群勢との戦いでは、生身でハルクバスターを難なく運用する。また、母国語である英語のほか、スペイン語、ポルトガル語にヒンディー語にも堪能である。
ハルク
筋力や持久力、肺活量など全ての物理的な身体能力が想像を絶するほど強大なものであり、片腕のパンチ一発で全長数十mもある“リヴァイアサン”の突進をくい止め、両足は踏みつけるだけでセメントにも穴を開け、ひと跳びで数百m先へ跳躍でき、怒れば怒るほどそのパワーは強力になる。時にはそのパワーを人命救出に応用するほか、自身の力だけでなく、周囲にあるスクラップなどを保持して殴打・投擲に利用する単純ながらも非常に効果的な戦法も多用し、サカールでは自分の身体のサイズに合わせた武装も上手く使いこなしていた。
スマート・ハルクとなってからは、基本人格がブルースであるため、その姿のままで驚異的なパワーと天才的頭脳の双方を発揮できるようになった。

### アイテム・武器
心拍計
ポラール社製の腕時計型スポーツ用品で、リオデジャネイロで暮らしていた頃のブルースがハルクへの変身対策として、自らの心拍数をチェックするために左腕に巻いていた。当初ブルースは“ポラール FS1”を巻いていたが、特殊部隊とガラが悪い中年グループに追い込まれた際にハルクへと変身したことで紛失してしまった。後に再会したベティと逃避行を始めると、彼女が有り金をはたいて購入した“ポラール F5”を巻く。
ハルク・パンツ（Hulk Pants）
変身すると毎回着衣が全てボロボロになる事からブルースがトニーと共同開発したハルク専用のインナーパンツ。超伸縮素材で作られており、突発的な変身でも絶対に破れたりほつれたりすることはなく、アベンジャーズに加入してウルトロンとの戦いの直後までブルースは普段着の下にこのパンツを履いている。
ハンマー&大斧
サカールでグラディエーターとなったハルクがバトルロイヤルで愛用する、サカール製の大型武器。重さおよそ134kgのハンマーはエンジン部分を再利用して作られ、歯型が装飾として刻まれており、大斧の刃は敵の硬い外骨格や装甲を切り裂く。ソーもハルクとのバトルロイヤルで、自身の武器が使い物にならなくなったため、ハルクのハンマーを奪い取って振るい、大斧を折って、ハルクに殴りつけた。ハルクがブルースに戻ると、残ったハンマーはサカールに置き去りとなる。
甲冑
グラディエーターとなったハルクがバトルロイヤルで装着する、彼の体躯に合ったサイズのサカール製の甲冑一式。モヒカンを彷彿させ、ハルクの頭頂部から顎を保護する闘技場用の兜、難破船の船体で作った左肩のみの肩甲、クインジェットのタイヤで作った草摺、籠手、脛当てで構成される。この甲冑もハンマー同様にサカールに置き去りとなる。
アイアンマン・アーマー マーク48 ハルクバスター・マーク2
“ワカンダ”での戦いで、ブルースが装着した“ハルクバスター”の改良版。装着時にはハルクのように動けることを喜んでいた。
スーツ
スマート・ハルクとなったブルースが戦闘時などで着用する、彼の体格に合わせたサイズのスポーツウェア風のスーツ。グレーとパープルを基調にしたブラックのラインと、両袖口はサムホール式に、両裾口も踵で留めるものとなっているのが特徴である。
ブルースは、このスーツを“スナップ”の際からサノスの群勢の決戦までに着用する。
このほかにも、ブルースが北極で自決を図ろうとした際にS&W M10を取り出しており、ウルトロン軍団との決戦の直前にはナターシャを救うため“ヒドラ H3L-A エネルギーライフル”を、自身がスナップの実行役に立候補した際には“ナノ・ガントレット”を使用する。また、専用のビークルは保有していないが、“ニューヨーク決戦”の際にはタイガーデイトナを運転して戦地に駆けつけ、サカールでは“コモドール”を操縦している。

### 各作品での活躍
『インクレディブル・ハルク』
日本語吹替 - 水嶋ヒロ（ブルース）、乃村健次（ハルク）
本作からMCU初登場。
実験の失敗で緑色の大男へと変身してロス父娘を負傷させ、カルバー大学の研究室も破壊したためサディアス・ロスら軍から追われる身となって5年間もの間逃亡生活をおくっていた。
リオデジャネイロに潜伏しながら“ミスター・グリーン”のハンドルネームを名乗り、サミュエル・スターンズと身体の治療法探しに連絡し合うこととなって、彼と会うことを決意した。しかし職場の飲料工場で、自身の血の一滴が飲料に混入してしまったアクシデントが遠因となって、ロスやブロンスキーら特殊部隊に居場所を突き止められることとなり、町中で追跡劇を繰り広げるが、職場のガラの悪い中年グループに捕まって暴行されたことで大男に変身してしまい、中年グループとブロンスキーらを一蹴して姿を消した。
ブルースに戻ると、スターンズの下に赴く道中で多くの人々の助けを借り、カルバー大学に辿り着くと、ベティと再会。だが、再びロスとブロンスキーらが現れて攻撃してきたことで、またしても大男に変身してしまった。超人兵士となったブロンスキーや“超音波砲”に一時は翻弄されるも返り討ちにし、戦闘に巻き込まれたベティを庇って、彼女と共にその場を後にした。そして、ハルクとしてもブルースとしてもベティと仲を深めながらアメリカを北上してスターンズの下に到着。彼とベティのサポートで身体に治療を施すが、自分の血液を培養していたスターンズを非難していた直後にロスに捕らわれてしまった。
ヘリで連行中にブロンスキーがアボミネーションに変貌してハーレムで暴れ回っていることを知り、彼を止めるためにヘリから飛び降りてハルクに変身。治療は失敗に終わり、激闘の末アボミネーションに勝利し、ベティと見つめ合うと再び行方を晦ました。
その事後にブルースに戻り、ベラ・クーラで隠遁生活をはじめ、ハルクへの変身を制御するための修行に励む。
『アベンジャーズ』
日本語吹替 - 宮内敦士
本作では、主にトニーと共に“テッセラクト”捜索の任務にあたる。劇中での言によると自分の持つ力に苦悩し、自殺未遂まで起こしたが、物語開始の時点で1年はハルク化せずに過ごしていたという。
人助けに生き甲斐を見つけて持ち直し、ストレスを避けるためにカルカッタで医者として密かに活動している。そこに訪ねてきたナターシャに、テッセラクト捜索を依頼され、わざと怒りを剥き出しにして威嚇する珍しい行動を取りながらも、半信半疑のまま協力することになる。
“ヘリキャリア”内ではトニーから揶揄われることもあったが、天才的頭脳の持ち主同士として捜索活動にあたって友情を育み、“S.H.I.E.L.D.”がテッセラクトを利用して兵器を開発中と知ると、彼もトニーと同じ様にフューリーを非難した。だがロキに操られたクリント・バートン/ホークアイらがヘリキャリアを攻撃したことで、激しく動揺しハルクに変身してしまった挙句に、ヘリキャリア内で暴れながらナターシャやソーに敵として襲いかかり、自らを攻撃してきた護衛機に飛び付いて破壊したことで地上へ転落する。
しかし転落先の廃墟でブルースの姿に戻り、介抱してくれた老警備員からバイクを借りてニューヨークに向かい、遅れる形でアベンジャーズへと合流。ハルクに変身して戦う決意をし、“チタウリ”の大群やリヴァイアサンに立ち向かう。この時点のハルクは、ただ力任せに暴れるだけでなくスティーブの指示を聞いて行動したり、気絶したままワームホールから落ちてきたトニーを身体一つで救出するなど、他のヒーローたちを仲間だと認識できる位に落ち着いた様子や、自ら叩き伏せたロキを「チョロい神だ」と見下す場面も見せた。
物語のラストでは、奪還したテッセラクトを専用のカプセルに移し、ソーたちを見送った後はトニーの自動車に同乗して共に去る。
『アイアンマン3』
日本語吹替 - 宮内敦士
本作ではエンドロール後に登場。強引にトニーのカウンセリングをやらされているようで、トニーとアルドリッチ・キリアンの一味の戦いの一部始終を聞かされていたが、長話が苦手なため早々に居眠りしてしまい、冒頭の場面についての部分しか聞いていなかった。それでもトニーが別の出来事を話しはじめて困り果てる。
『アベンジャーズ/エイジ・オブ・ウルトロン』
日本語吹替 - 宮内敦士
本作では、アベンジャーズの一員として“ヒドラ”やウルトロン軍団との戦いに身を投じると共に、ナターシャとのロマンスが描写される。ハルクとしては、かろうじて味方を判別しているが、基本的には相変わらず怒りに任せて大暴れし、周囲を滅茶苦茶にしてしまうので、ブルースはなるべく彼に変身しないよう心がけている。ハルクからブルースに戻ったら、心を落ち着かせるためにクラシック音楽を聴く。
天才的頭脳を持つ者同士として、トニーとは一緒に研究しており、冒頭のヒドラとの戦いの後、回収したセプターに収められていた人工知能をウルトロンとして完成させると相談してきたトニーに躊躇しながらも、科学者としての興味で協力し、その結果、ウルトロンの覚醒を招いたことに心を痛めることになった。それに加えて南アフリカへ赴いた際に、ワンダ・マキシモフ/スカーレット・ウィッチから受けたテレパシーにより変身させられて暴走し、ヨハネスブルグを破壊しながら、トニーのハルクバスターと激闘を展開したことで一層苦悩を深めてしまう。
だが、トニーの2度目の頼みにも一度は拒否しながらも応え、“J.A.R.V.I.S.”を新たなボディに移してヴィジョンへ転生させることに成功。ウルトロン軍団との決戦で“ソコヴィア”に出動すると、敵に囚われていたナターシャを救い、悩んだ末に彼女から勧められていた2人での逃亡生活を決意するが、結局ハルクに変身させられアベンジャーズとして参戦し、最終局面で体を張ってナターシャを庇いながらヘリキャリアへと送り、ウルトロンから“クインジェット”をハイジャックして、ナターシャからの通信に応えず、ハルクの姿のままで何処かへと飛び去る。
『マイティ・ソー バトルロイヤル』
日本語吹替 - 宮内敦士
本作では、ウルトロンとの戦いからの失踪後、ハルクの姿のままクインジェットでワームホールに入ってサカールに辿り着き、グランドマスターの下でバトルロイヤルのチャンピオンとして君臨していた。
ハルクとしては、「弱っちいブルース・バナーに戻りたくない」と思い、ヴァルキリーと戯れたり、自分を嫌われ者扱いする地球に帰還することを拒否し、チャンピオンとして厚遇してくれるサカールに留まりたいと訴えたり、再会したソーと口喧嘩を繰り広げるなど、これまでに見られなかった振る舞いを披露する。
一方主人格のブルースとしては、ソコヴィアでの戦いの直前からの記憶がなく、2年間ハルクの状態でいたために「今度ハルクに変身したら2度と元には戻れないと思う」と語るほどハルクに身体の主導権を奪われつつあるらしく、自分の知らないうちに見知らぬ異星人の星に身を置かれたことも手伝って、精神的にネガティブになっている。しかし、ソーたちと行動を共にする中で、内に秘めるアクティブさを徐々に発揮するようになり、トパーズの宇宙船を撃墜した際には喜びの声を上げるノリの良さも見せる。本作でブルースが着用する服は、ソコヴィアでの戦いの時にトニーがクインジェットの機内に残したものであり、ハルクから元の姿に戻り服が無かったところに、機内を探して見つけたソーに着せられることになる。
ハルクとして登場した当初は、バトルロイヤルの挑戦者としてしか扱わないほどソーのことを忘れていたようで、激しく拳を交えた後は彼には非協力的ながらも、会話を交わす中でソーを友達として認めるようになる。そんなソーを引き留めようとクインジェットまで追いかけてきて、機内に記録されていたナターシャの映像をきっかけにブルースへと戻った。
それでも事情が飲み込めず不安定な心理状態になるものの、ソーに支えられ、地球に戻るべく、“アスガルド”を巡る戦いに巻き込まれることになる。そしてアスガルドでは、“フェンリス”に襲われかける民衆を救うため、ハルクに変身。激しい肉弾戦でフェンリスを倒し、ソーの事情を知らずに出現したスルトを戦う相手と勘違いして飛び掛かることもあったが、ソーとヴァルキリーを抱えて“ステイツマン”に乗船し、“ラグナロク”を見届ける。
『アベンジャーズ/インフィニティ・ウォー』
日本語吹替 - 宮内敦士
本作でのハルクは、地球でヒーローとして戦わされることを嫌がるようになってしまったため、表立っての登場は冒頭のみとなり、後の戦闘では、ハルクが頼りになると考えるブルースが心拍数を上げて変身しようとしてもハルクに変身を拒否されてしまう。そのため主人格のブルースが終盤まで登場。一方本作のブルースは、戦闘時に自ら進んで変身を試みたり、ワカンダでの決戦時にソーが現れると敵に向かって「もう勝ち目はないぞ！」と叫ぶなど、積極的に行動・戦闘しようとする姿勢を示す。
ソーたちと一緒にステイツマンで地球に向かう途中でサノスに襲われ、ハルクの状態でも力及ばず敗北し、瀕死のヘイムダルによって地球へと逃がされる。
帰還後はブルースに戻り、墜落先の“サンクタム・サンクトラム”で出会ったスティーヴン・ストレンジ/ドクター・ストレンジたちや再会したトニーにサノスの脅威と宇宙の危機を報せ、協力に消極的な態度を取っていたトニーを叱咤・説得し、スティーブ・ロジャース/キャプテン・アメリカたちに連絡を取らせようとした。
そこへニューヨーク上空に“Qシップ”が飛来し、“タイム・ストーン”を狙うカル・オブシディアンに対抗するために変身を試みるも、前述の理由から叶わず、Qシップが去った後、トニーが落としたフリップ・フォンを拾い、スティーブたちに連絡を取り、サノスの脅威を報せる。
“アベンジャーズ・コンパウンド”でジェームズ・“ローディ”・ローズ/ウォーマシンやスティーブたちと合流すると、因縁の関係であるロスとローディの一連の会話を別室に身を潜めながら聴き、その中でロスが国際社会における強大な影響力を手に入れた事を知り、彼の手段がより過激になった事に危機感を感じた。その後、マインド・ストーンの破壊を巡って激しく苦悩するヴィジョンとワンダにストーンとヴィジョンを破壊せずに摘出できるのではないかと意見を述べ、皆とワカンダへ向かった。
ワカンダでは、マインド・ストーンを調べ始めたシュリを手伝い、“アウトライダーズ”との決戦時にはハルクバスター・マーク2を装着して参戦し、アウトライダーズを蹴散らしたほか、カルとの戦闘ではまたしてもハルクに変身を拒否されたものの、ハルクバスター・マーク2の性能とパワーを活かして勝利した。
だがその直後に現れたサノスには、“インフィニティ・ストーン”の力であしらわれてしまい、サノスが引き起こした“デシメーション”によって、多くの仲間たちが塵と化して消滅した光景に愕然とする。
『キャプテン・マーベル』
日本語吹替 - 宮内敦士
本作ではポスト・クレジット・シーンに登場。アベンジャーズ・コンパウンドで、フューリーが消滅時に発信して残したポケベルが停止したことに気付き、何を発信してたのかわからないとスティーブたちに話した直後、そこに現れたキャロル・ダンヴァース/キャプテン・マーベルと邂逅する。
『アベンジャーズ/エンドゲーム』
日本語吹替 - 宮内敦士
本作ではデシメーションから5年後の時代にスマート・ハルクとなり、市井から若干離れた生活を送っている他のアベンジャーズの僚友たちと異なり、街の子どもたちから写真撮影を求められるほどに親しまれる存在となっている。そして“タイム泥棒”で、トニーや“ガーディアンズ・オブ・ギャラクシー”のロケットと共に“量子トンネル”やナノ・ガントレットを開発する。また、2012年時のハルクも登場しており、その時の彼はロキの捕縛・連行の際にエレベーターに乗れなかったため、“スターク・タワー”を上層階から階段で降りる羽目になって憤慨していた。
物語の冒頭で、キャロルにより地球に帰還したトニーとネビュラを迎えると、消滅を免れたヒーローたちと共に惑星“0259-S”にいたサノスに多くの人々を消滅させたことに対する怒りを露わにして襲撃するも、サノスの最期を見届けると同時に、奪おうとしたインフィニティ・ストーンが全て失われていたことで失意に暮れる。
5年後、スティーブたちの求めを受け、“ピム粒子”を使いタイムトラベル方法を研究、トニーの助力を得て完成させた。また、“ニュー・アスガルド”で隠遁生活を送っていたソーを迎えに行き、その時にヴァルキリーたちとも再会した。そして他のヒーローたちとタイム泥棒に参加し、トニー、スティーブ、スコットと共に2012年のニューヨークにタイムトラベルして、自身は単身でエンシェント・ワンの元に赴く。最初は拒否されて“アストラル体”を肉体から分離させられるも、交渉によって彼女が有していたタイム・ストーンを借り受けた。現代に戻ると、ナターシャが亡くなったことに心を傷めるも、ナノ・ガントレットをはめてスナップを実行し、その余波で右腕に重傷を負ってしまったが、デシメーションによって消滅した人々や生物を復活させた。
だがその直後、2014年からタイムトラベルしてきたサノスの群勢による爆撃によって、一時はローディやロケットと崩れて来た瓦礫の下敷きになり、彼らを守ろうと瓦礫を抑えるが水没しかけた。しかしスコットに救われて危機を脱し、スティーブの号令で全面対決に参戦、奮闘する。
トニーによってサノスの群勢が消滅し、戦いが終わると、皆と共にトニーの葬儀に参列。さらにムジョルニアと6つのストーンを各時代に返還するためスティーブを過去へタイムトラベルさせ、数秒後には年老いた姿の彼の帰還を目の当たりにする。
『シャン・チー/テン・リングスの伝説』
本作では、ミッドクレジット・シーンにノンクレジット・カメオ出演する形で登場。スナップによる右腕の負傷が完治していないことに加え、スマート・ハルクではなく、ブルースの姿に戻っている。ウォンによるシュー・シャン・チーの“テン・リングス”の分析の場にキャロルとホログラム通信で立ち会い、「“ヴィブラニウム”製ではなく、熱ルミネセンスから見て、もっとかなり古そうだ」と推測し、途中で通信を切ったキャロルに呆れると、シャン・チーと彼に同伴していたケイティ・チェンに「2人とも気をつけて、サーカスへようこそ」と言い残して自身も通信を切る。
『ホワット・イフ...?』
シーズン1
第3話
アース51825におけるブルース/ハルクが登場。再会したベティ・ロスの協力を受けてカルバー大学の彼女の研究室のロッカー内に隠れていたが、来訪してきたナターシャ・ロマノフ/ブラック・ウィドウに見抜かれて姿を現す。しかしそこにサディアス・ロス率いるアメリカ陸軍が駆けつけ、何者かの攻撃を受けてしまったことで、ハルクに変身。陸軍を相手に暴れ始めるが、しばらくすると身体がたちまち膨張し、破裂してしまう最期を遂げる。
第5話
アース89521におけるブルース/ハルクが登場。
第8話
アース29929におけるブルース/ハルクが物語前半のワンカットにのみ登場。ウルトロンに戦いを挑んで敗北し、倒れ込んでいる姿が描写される。

## その他の映像作品

### 実写ドラマシリーズ
超人ハルク（The Incredible Hulk）
1977年から放送。日本では日本テレビで放送された。

### テレビアニメ
マーベル・スーパーヒーローズ
1966年製作、リミテッドアニメーション。日本では日本テレビ→東京12チャンネル(現・テレビ東京)で放送された。
超人ハルク（The Incredible Hulk）
1982年製作、日本語字幕版がVODで配信された。1990年にSPOから玄田哲章による日本語吹き替え版が発売された。
超人ハルク（The Incredible Hulk）
1996年製作、2006年12月にトゥーンディズニーのJETIXで放送。
ハルク バーサス（Hulk Versus）
2009年のアニメーション映画。この作品には『ハルク VS. ウルヴァリン（Hulk vs. Wolverine）』『ハルク VS. ソー（Hulk vs.Thor）』が含まれている。
アベンジャーズ 地球最強のヒーロー
2010年製作、ディズニーXDで放映。担当声優は櫛田泰道(シーズン1)。
ハルク: スマッシュ・ヒーローズ
2013年製作、ディズニーXDで放送されたことがある。担当声優は櫛田泰道。

### ゲストアニメ
スパイダーマン&アメイジング・フレンズ
『スパイダーマン ハリウッドに行く』に登場。トゥーンディズニー版での担当声優は乃村健次、ビデオ版の声優は不明。
アイアンマン
『ハルクバスター（衛星アニメ劇場版では「アイアンマン対超人ハルク」）』に登場。
日本語吹き替え版は2種類存在し、衛星アニメ劇場放送時での担当声優は郷里大輔（ブルース・バーナーのときは内田直哉）、ディズニープラス配信時での担当声優では櫛田泰道。
フィニアスとファーブのマーベル大作戦
ハルク・スパイダーマンなどのマーベルヒーロー5名の登場するアニメ。担当声優は櫛田泰道。
スパイディとすごいなかまたち
スパイダーチームと一緒にヴィラン退治に協力することがある。担当声優は櫛田泰道→武田太一。

### その他の実写映画
ハルク（Hulk）
2003年公開。ブルース・バナーを演じたのはエリック・バナ。先述のドラマシリーズでハルクを演じたルー・フェリグノもカメオ出演している。